# セント・アントニーズ・カレッジ (オックスフォード大学)
セント・アントニーズ・カレッジ（St Antony's College）は、イングランド、オックスフォード大学の構成カレッジの1つ。1950年にフランス出身でイエメンの首都アデンで活躍した実業家アントニン・ベッセ卿によって創設された。ヨーロッパ、ロシア、旧ソ連諸国、ラテンアメリカ、中東、アジア、アフリカに関する国際関係学、経済学、政治学、地域研究に特化した、最も国際的なカレッジの一つ。日本研究を専門とする、日産日本問題研究所（Nissan Institute of Japanese Studies）はセント・アントニーズ・カレッジにある。
創設時は男子学生のみのカレッジであったが、1962年に共学となった。

## セント・アントニーズに関連する人々

### 卒業生

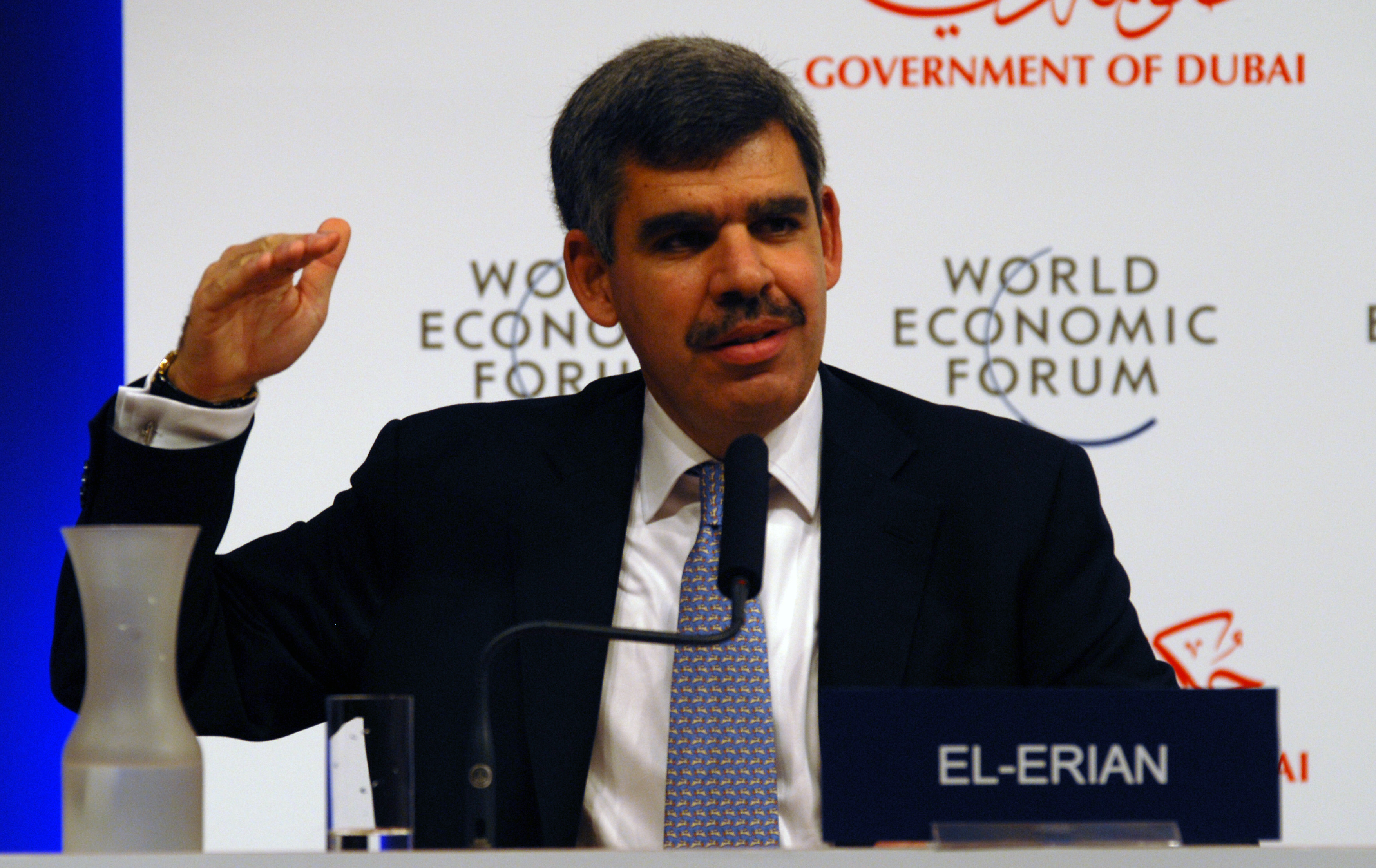
モハメド・エラリアン（英語版）
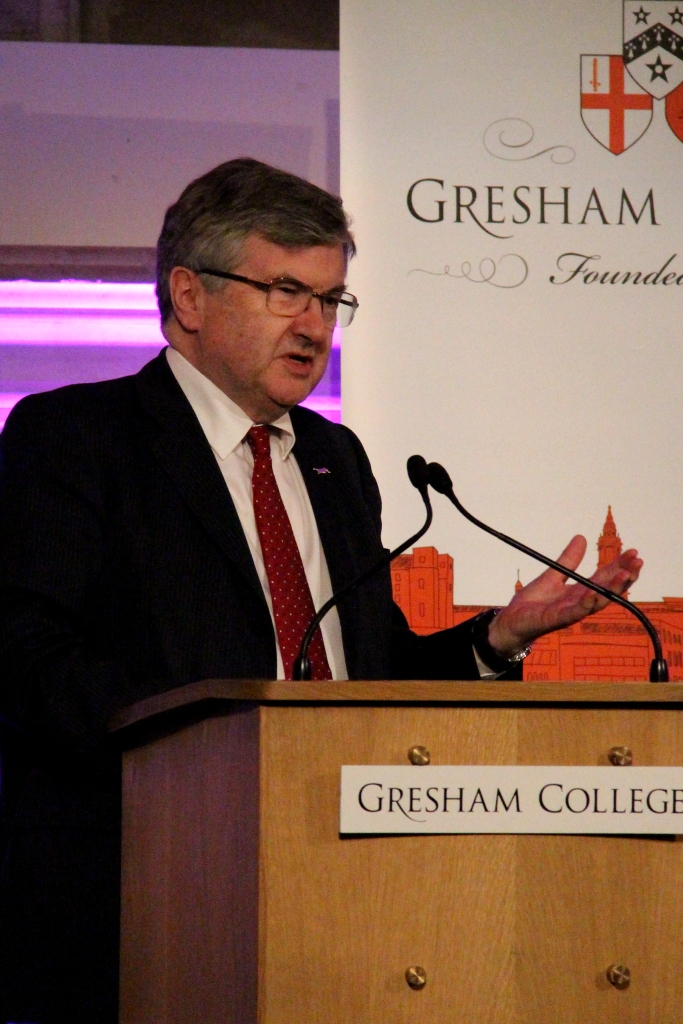
リチャード・エヴァンス（英語版）
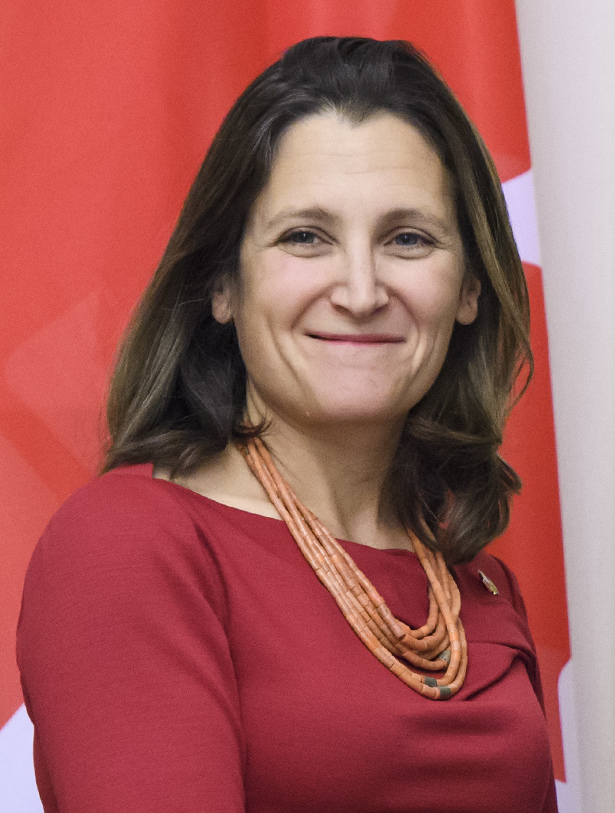
クリスティア・フリーランド
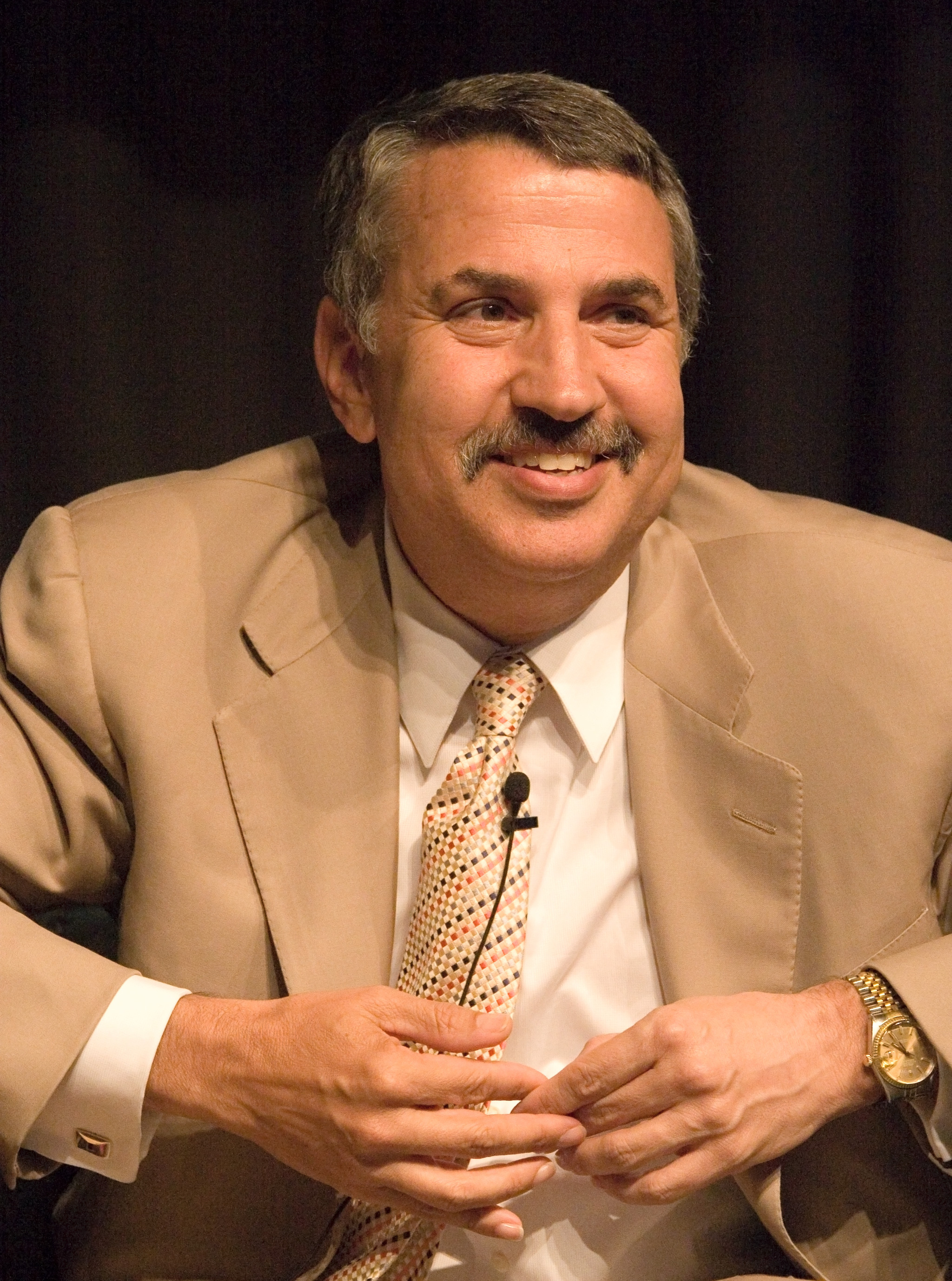
トーマス・フリードマン
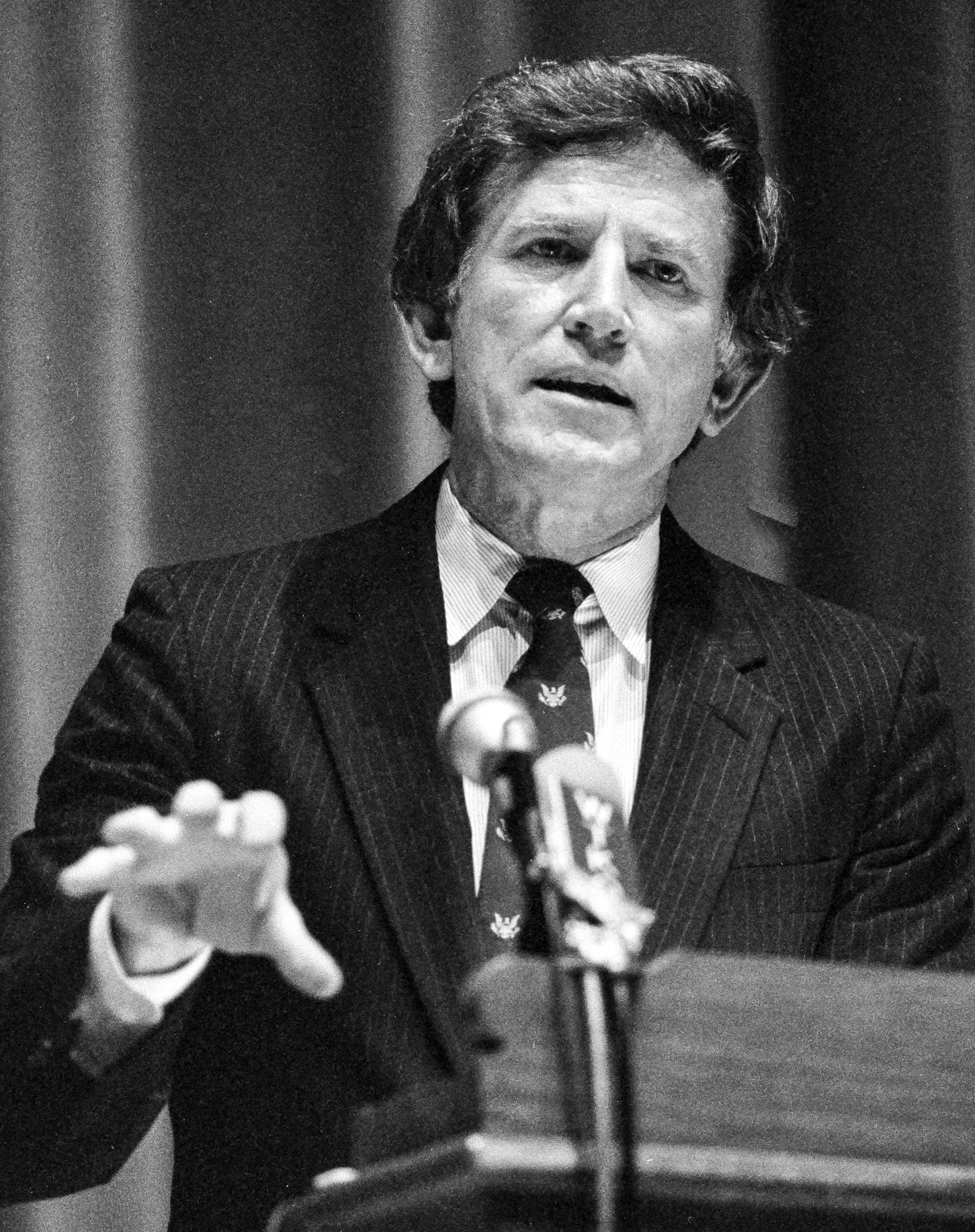
ゲーリー・ハート（英語版）
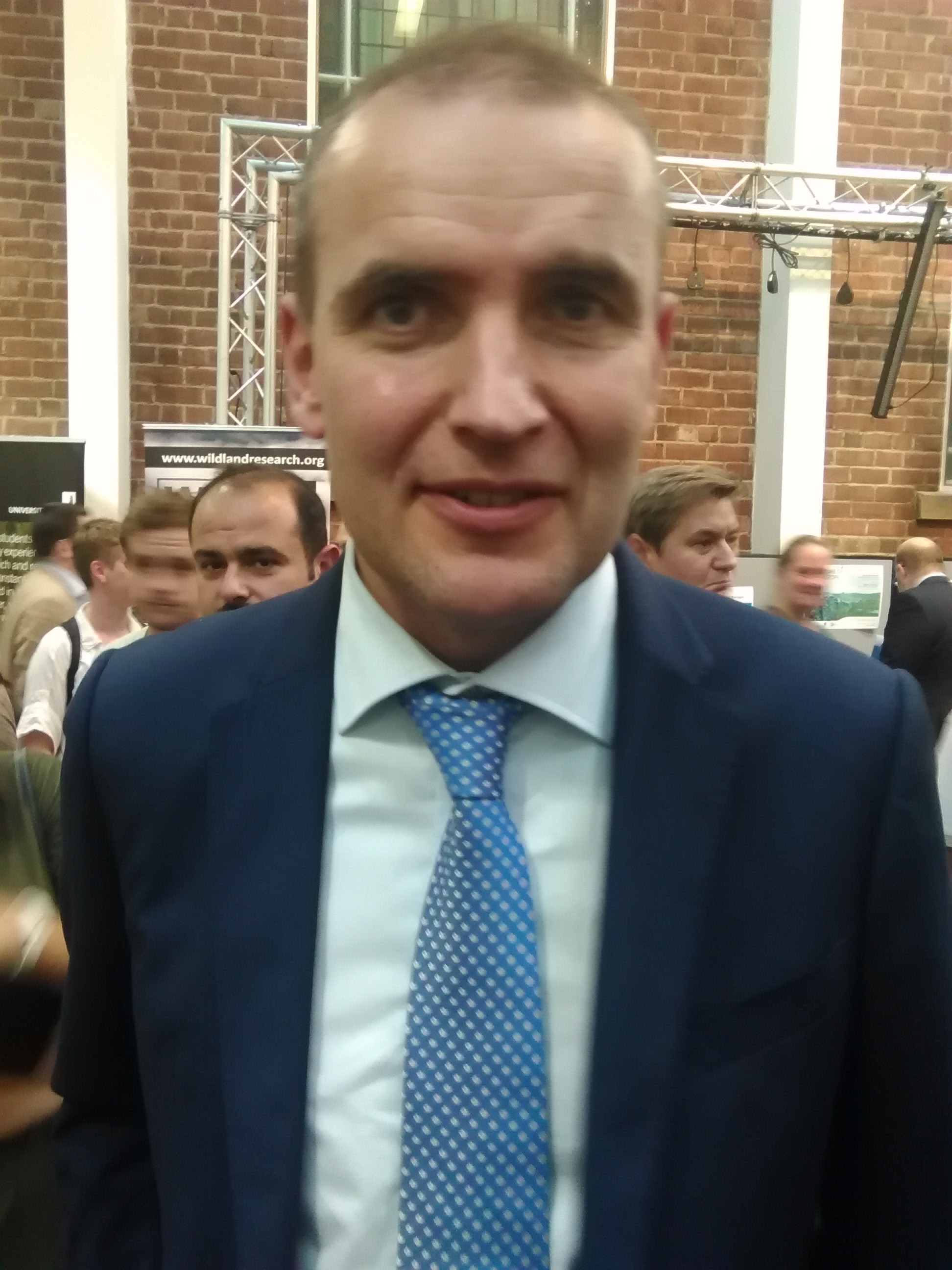
グズニ・ヨハンネソン
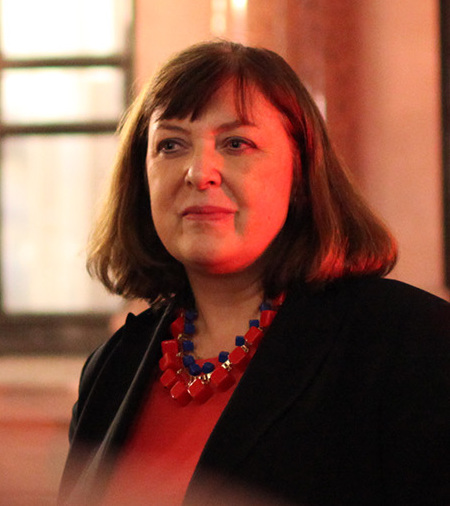
ブリジェット・ケンドル
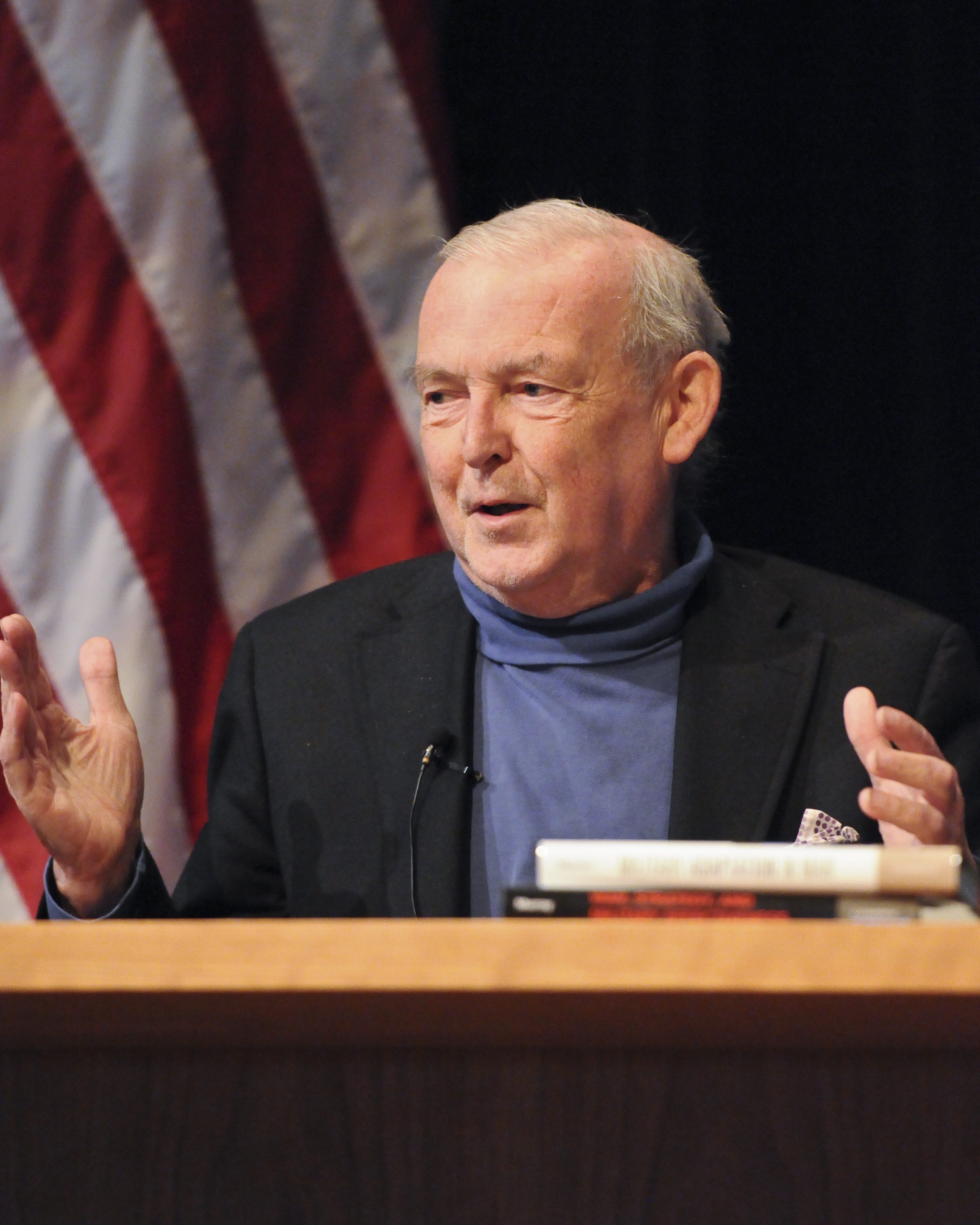
ポール・ケネディ
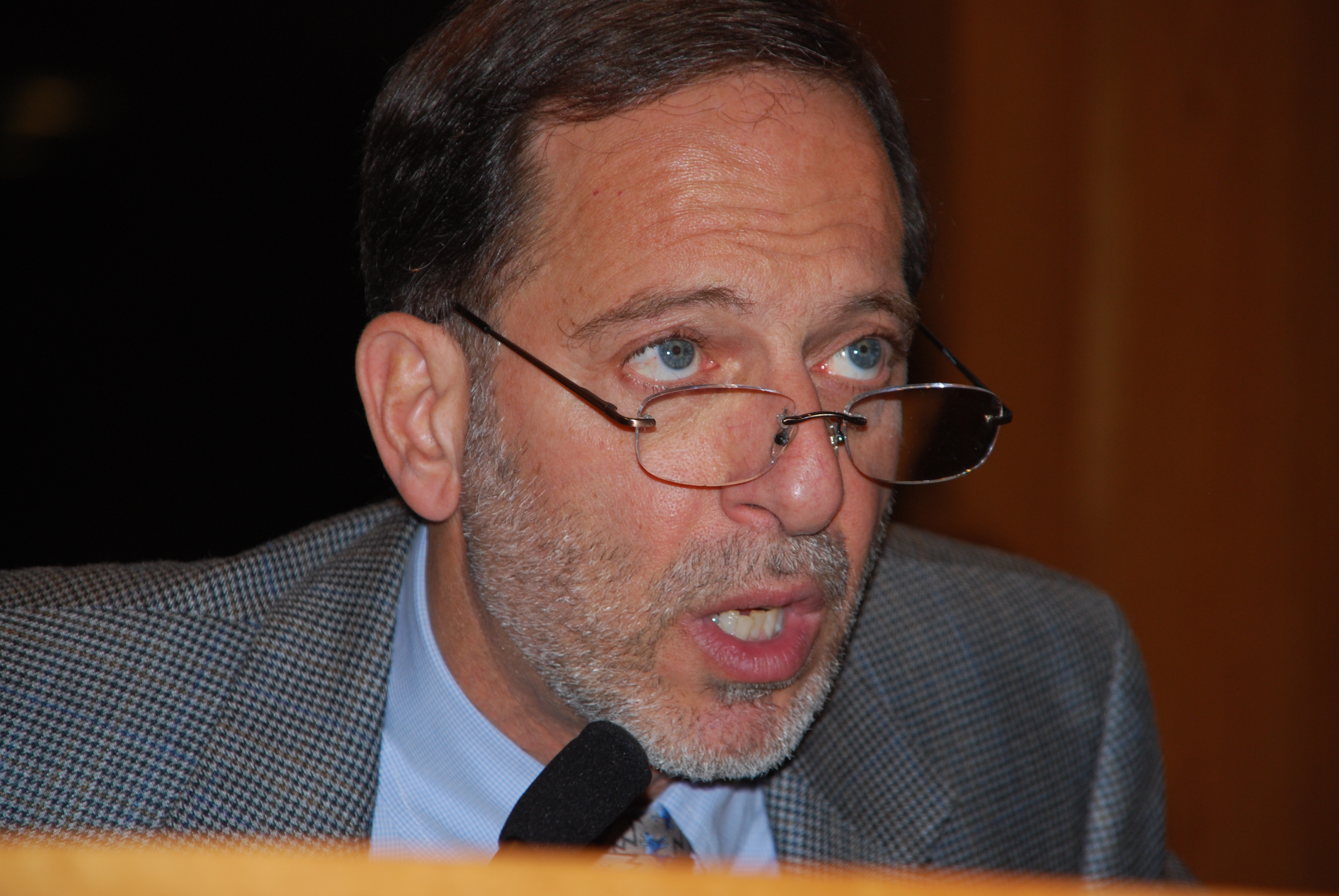
ラシード・ハリーディー（英語版）
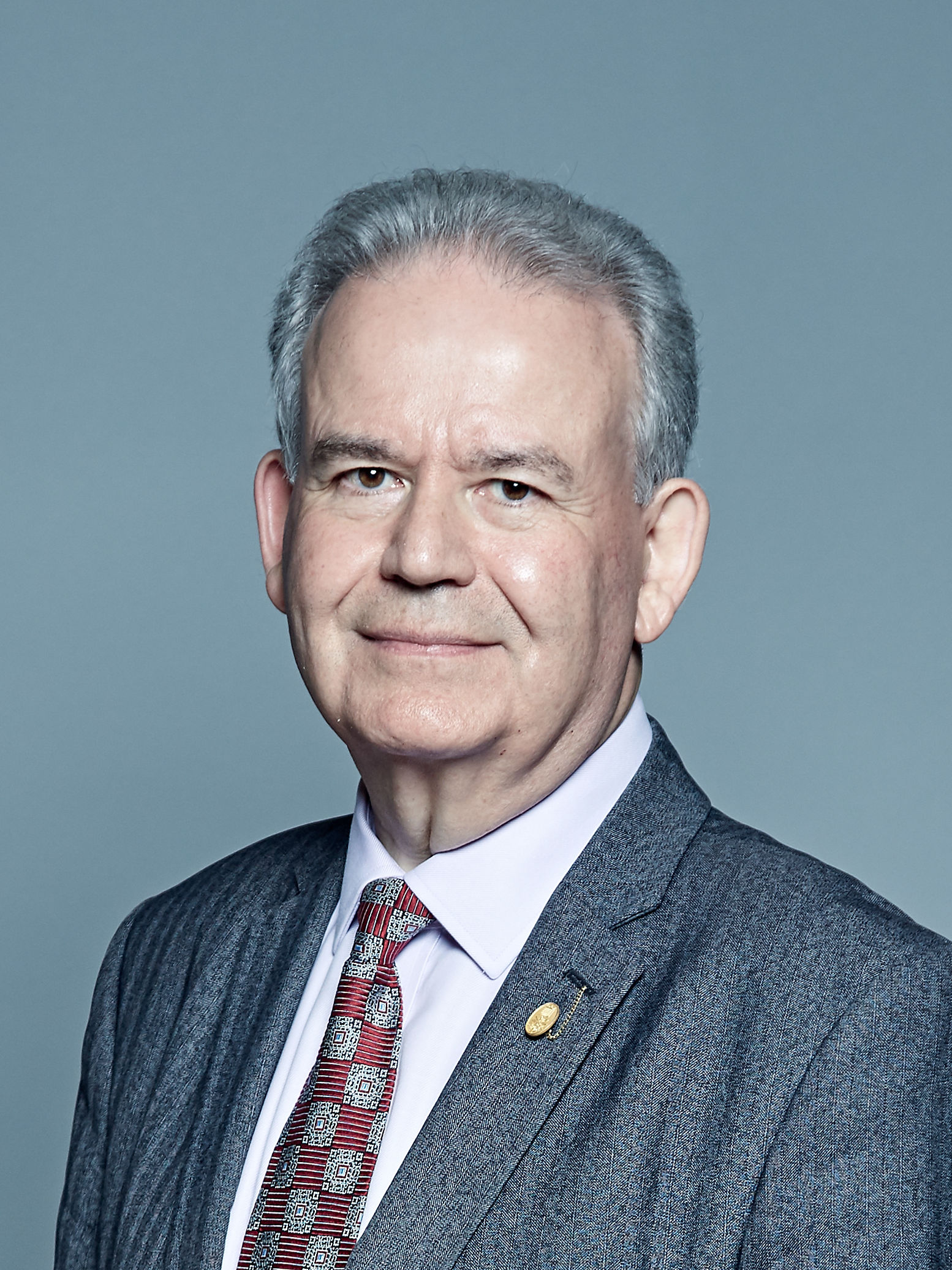
ジュリアン・ルイス
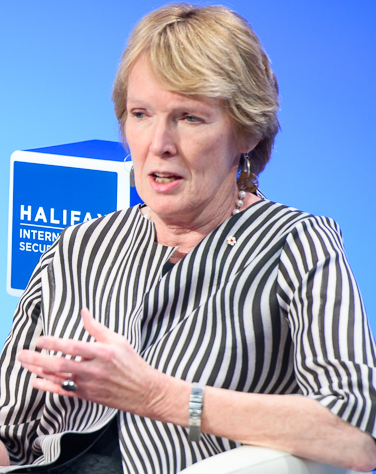
マーガレット・マクミラン
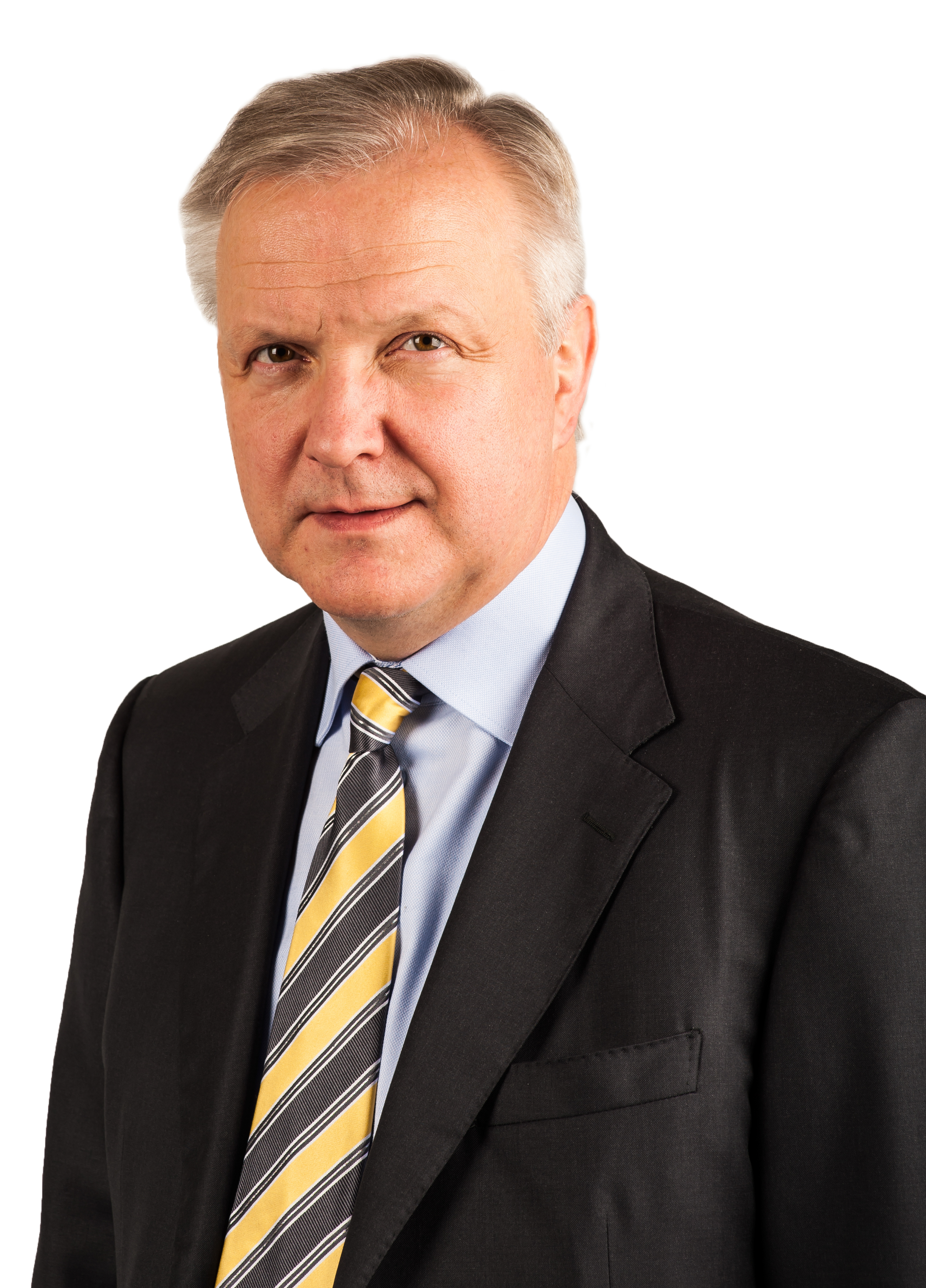
オッリ・レーン（英語版）
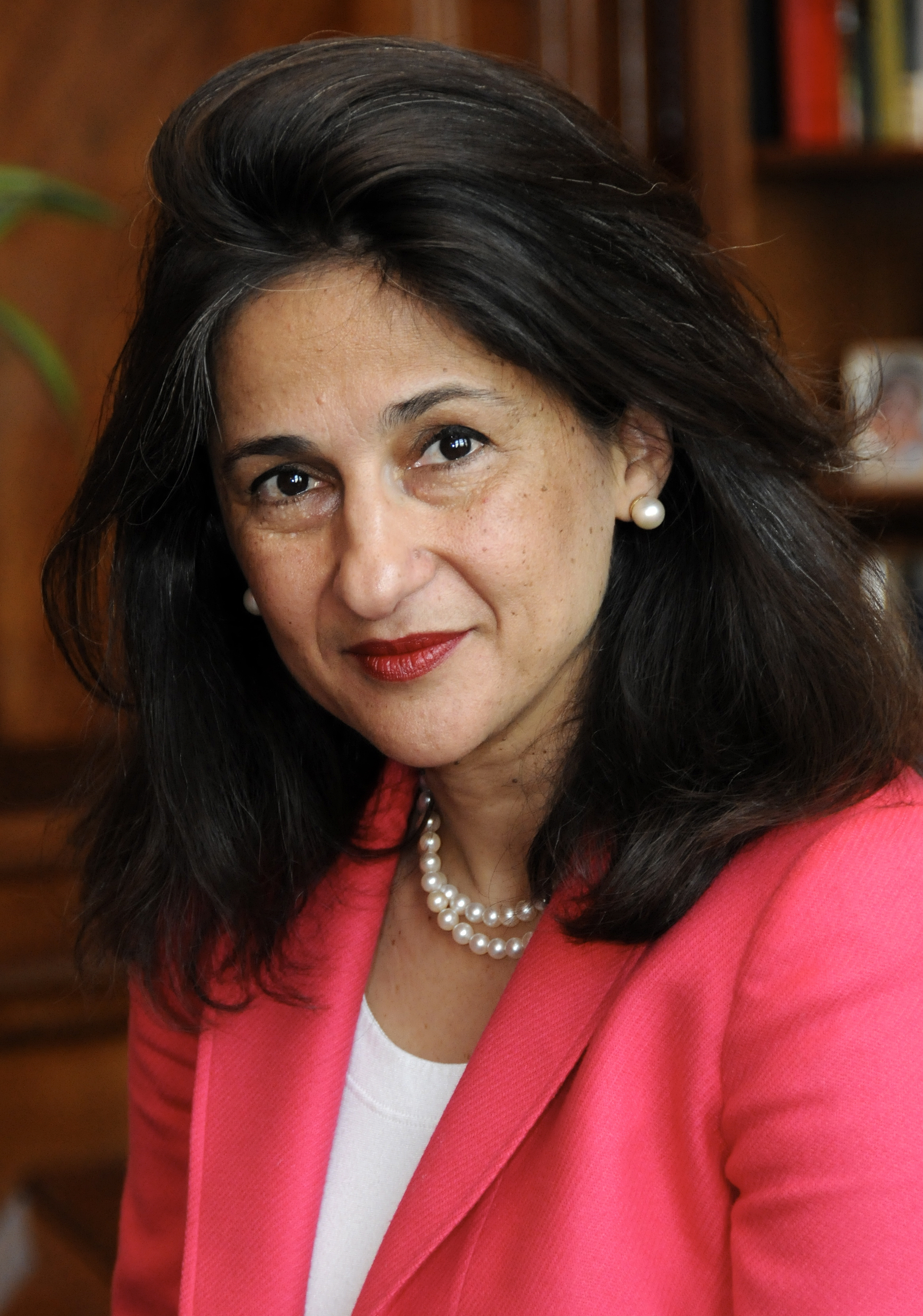
ネマト・シャフィク
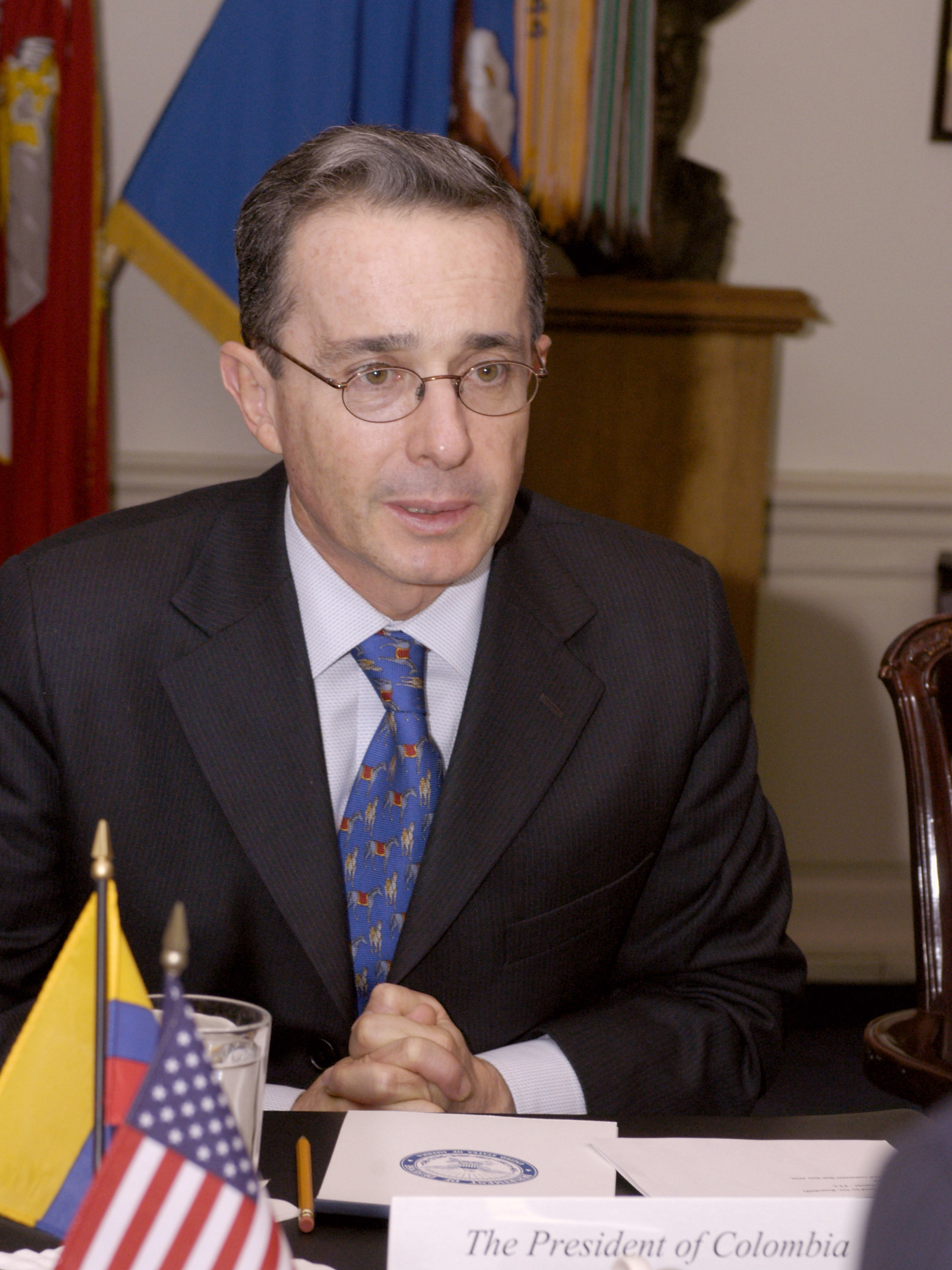
アルバロ・ウリベ

## ギャラリー
- 旧メインエントランス
- オールド・カレッジビルディング
- 新メインエントランス
- ヒルダ・ベッセ・ビルディング
- 日産インスティチュート
- ファウンダーズ・カレッジビルディング